# Pachyarmatherium
Pachyarmatherium — викопний рід великих броненосців, що жив у Північній та Південній Америці у пліоцені та плейстоцені (4,9—0,3 млн років тому).

## Види
Відомо три види:
- численні рештки P. leiseyi знайдені у США у штаті Флорида;
- вид P. brasiliense описаний у 2009 з Бразилії[1]
- рештки P. tenebris виявлені у двох печерах Венесуели.